# Kronologija Domovinskog rata: studeni 1992.

### 1. studenoga
- U Gospiću je utemeljena 6. gardijska brigada, kasnije preimenovana u 9. gardijska brigada ''Vukovi''.[1]

### 4. studenoga
- U SAD za predsjednika izabran guverner Arkansasa Bill Clinton. Predsjednik Tuđman čestitao novom američkom predsjedniku s nadom da će on uspjeti okončati užasan rat u bivšoj Jugoslaviji.[1]
- Predsjednik Republike Hrvatske dr. Franjo Tuđman zamolio akreditirane ambasadore u Hrvatskoj da prenesu poziv svojim vladama da poduzmu odlučne mjere kako bi se spriječio osvajački i barbarski rat koji vodi Srbija i Crna Gora u BiH.[1]
- Bivši nizozemski ambasador u Beogradu Jan Fietelaars u listu Rotterdams Dagblad upozorava Europu na srpski fašizam.[1]
- Komisija UN za ispitivanje ratnih zločina u bivšoj Jugoslaviji održala u New Yorku prvu pripremnu sjednicu.[1]
- Lord Owen napao u TV-intervjuu za Channel 4 Hrvatsku zbog stanja u Bosni i Hercegovini.[1]

### 6. studenoga
- Ruski pukovnik Hromčenkov, zapovjednik Istočnog sektora, posredovao u izvozu iz okupiranog Vukovara kao UNPROFOR-ov časnik potpisivao izvoznu dokumentaciju iz tzv. SAO krajine.[1]
- Ruski general Ivanovič stigao u Trebinje i izjavio za srpsku TV da je kao vojnik došao pomoći Srbima, svojoj braći po krvi, a da ga je poslao Nacionalni front spasa Rusije.[1]
- London odlučio uvesti vize za građane s područja bivše Jugoslavije, izuzetak su građani iz Slovenije i Hrvatske.[1]
- Više od 3 milijuna građana BiH ovisi o humanitarnoj pomoći, izvijestilo Visoko povjereništvo UN za izbjeglice u Ženevi.[1]

### 7. studenoga
- Rezolucije nisu zaustavile silu, naprotiv, UNPROFOR je ovog trenutka nijemi svjedok nove velikosrpske provokacije, stoji u pismu predsjednika Tuđmana glavnom tajniku UN Boutrosu Ghaliju.[1]

### 8. studenoga
- General-bojnik Jurij Susjedov preuzeo u Vinkovcima dužnost zapovjednika UNPROFOR-a u sektoru Istok od pukovnika Aleksandra Hromčenkova.[1]
- Hrvati Sarajeva, umorni od nepovjerenja Muslimana, zaprijetili da će pješice i bez pratnje prijeći na ničju zemlju kako bi se domogli područja koje kontrolira HVO.[1]
- Papa Ivan Pavao II, obrativši se u Vatikanu jedanaestorici hrvatskih biskupa kao Hrvatskoj biskupskoj konferenciji, faktički sankcionirao prestanak postojanja Biskupske konferencije Jugoslavije.[1]

### 9. studenoga
- Predsjednik Tuđman razgovarao u Zagrebu s tajnicom Vijeća Europe Catherine Lalumier, te istaknuo da je učinjen korak naprijed za primanje Hrvatske u Vijeće Europe.[1]
- Hrvatski inženjerci osposobili pistu aerodroma Dubrovnik.[1]
- Hrvati se ne mogu nikako organizirano vratiti na područje grada i općine Vukovar - rekao novinarima u Beogradu predsjednik oslobođene općine Vukovar Miodrag Mišić.[1]
- Mi smo protiv bilo kakvog specijalnog statusa u Hrvatskoj. Za nas Hrvatska ne postoji, osim kao susjed - rekao u Okučanima ministar unutrašnjih dela republike srpske krajine Milan Martić.[1]
- U Zadar stigla još jedna skupina prognanih Hrvata, njih 17 dovezli pripadnici UNPROFOR-a iz Zatona, Obrovca, Medviđe i Zelengrada.[1]
- Da bi Hrvatska izašla iz teške situacije, potrebna je i dalje pozornost, pomoć i solidarnost europske i svjetske zajednice, rekao u Vatikanu hrvatskim biskupima papa Ivan Pavao II.[1]
- Etiopija priznala neovisnost Republike Hrvatske.[1]

### 10. studenoga
- Bit ću sretna kada se hrvatski barjak zavijori na stijegu u Europskom vijeću - rekla u Zagrebu, na kraju dvodnevnog posjeta Hrvatskoj, glavna tajnica Vijeća Europe Catherine Lalumiere.[1]
- Hrvatski zrakoplovi ne lete nad BiH, izjavili na konferenciji za novinare u Zagrebu europski promatrači.[1]
- Nijedna srpska kuća u Rijeci ili njezinoj okolici nije srušena - demantira izvješće KESS-au pismu Komitetu visokih dužnosnika KESS-a gradonačelnik Rijeke Željko Lužavec.[1]
- Na sjednici Predsjedništva BiH za predsjednika vlade izabran Hrvat Mile Akmadžić, dok zahtjev HDZ-a da Miro Lasić postane član Predsjedništva nije prošao.[1]

### 11. studenoga
- Predsjednik hrvatske Vlade Hrvoje Šarinić u Londonu odlučno istaknuo ministru inozemnih poslova Britanije Douglasu Hurdu da Hrvatska nije drugi Cipar, te da UNPROFOR mora obaviti svoj dio zadataka.[2]
- Turski premijer Sulejman Demirel upozorio srbijanskog predsjednika Slobodana Miloševića da ne izaziva krvoproliće na Kosovu i Sandžaku.[2]

### 12. studenoga
- Čak 26 župa južnohrvatske franjevačke provincije Presvetog Otkupitelja okupirano, kašnjenje UNPROFOR-a je nepodnošljivo, istaklo franjevačko izaslanstvo prigodom susreta s predsjednikom Tuđmanom u Zagrebu.[2]
- Mostar ponovno trpi velika razaranja, a četnici pogodili projektilima i starački dom, u kojem su život izgubile dvije nepokretne starice.[2]
- Vlada tzv. SRJ predložila Skupštini zakon kojim prijašnje vlasništvo SFR Jugoslavije postaje neotuđivo državno vlasništvo SR Jugoslavije.[2]
- Predsjednika tzv. SR Jugoslavije Dobricu Ćosića prisluškivala Srpska obavještajna služba, javlja Borba a prenosi France-presse.[2]
- Njemački tjednik Bunte objavio listu sedam najopasnijih ljudi svijeta, na čijem čelu je Slobodan Milošević. Sadam Balkana, piše Bunte, kriv je za ubijanje, pljačke, silovanje i progone ljudi, a procijenjeni je broj mrtvih njegovom odgovornošću između 20.000 i 40.000 osoba.[2]
- SAD traže hitno usvajanje nove rezolucije UN protiv SR Jugoslavije, kojom bi bile pooštrene sankcije.[2]
- Vijeće sigurnosti UN razmatralo nacrt rezolucije o uvođenju pomorske blokade tzv. SR Jugoslavije.[2]

### 13. studenoga
- U Zagrebu obilježena prva obljetnica izlaženja lista Hrvatske vojske Hrvatski vojnik.[2]
- Vjerski poglavar Muslimana u BiH muftija Saleh Ahmed Julaković optužio u Kairu Rusiju, Grčku, Rumunjsku i Bugarsku da se ne pridržavaju sankcija UN protiv Srbije.[2]

### 14. studenoga
- Točno 755 zatočenika srpskog logora Manjača kod Banja Luke stiglo preko Save iz BiH u Hrvatsku. U Manjači još najmanje 2.800 logoraša.[2]
- Alija Izetbegović ostaje na čelu Predsjedništva BiH sve dok traje ratno stanje,imperativna je odredba Ustava Republike BiH izjavio u Sarajevu glavni tajnik Skupštine BiH Avdo Čampara.[2]
- Na Drugom općem saboru HDZ-a BiH u Mostaru u tajnom glasovanju izabran za predsjednika mr. Mate Boban.[2]
- Politika etničkog čišćenja dio je osvajačke politike, ustvrdio pred Vijećom sigurnosti UN specijalni izvjestitelj Komisije UN za ljudska prava Tadeusz Mazowiecki.[2]

### 22. studenoga
- NATO počeo provoditi pomorsku blokadu u Jadranskom moru protiv tzv. Jugoslavije.[3]
- Gotovo nevjerojatne optužbe na račun bivšega zapovjednika UNPROFOR-a u Sarajevu kanadskog generala McKenzie: iz javne kuće u Vogošći odnosno ženskog zatvora odvodio po četiri-pet djevojaka kojima se poslije gubio svaki trag.[3]
- U Sarajevu nastavljene silovite borbe, poginule najmanje četiri, a ranjene 32 osobe.[3]
- Stranka demokratske akcije predložila u Sarajevu da se u budući ustav ugradi stav po kojem će predsjednik Predsjedništva biti Musliman. Također, Izetbegović treba biti predsjednik BiH do kraja rata, objavljuje Izvršni odbor SDA.[3]
- Beograd strani novinari nazvali balkanskim Chicagom, zbog nezapamćene poplave gangsteraja koji je povezan s režimom.[3]
- Srbija i SRJ kupuju oružje u Izraelu i Rusiji, izjavio beogradskom radiju B-92 bivši posebni savjetnik Yitzaka Shamira Ari Ben Manashe.[3]

### 23. studenoga
- U Hrvatskoj, prema dosad prikupljenim podacima, poginulo 6.050 osoba, a ranjena 21.483 osobe.[3]
- Srpski agresor svakodnevno s Ininih naftonosnih polja u istočnoj Slavoniji odveze u Srbiju 400 tona nafte, upozoravaju iz INA-Naftaplina u Vinkovcima.[3]
- Bilo je više od 100 kršenja odluke o zabrani letova nad BiH, rekao novinarima u Beogradu Cedric Thornberry, zamjenik glavnog zapovjednika UNPROFOR-a.[3]
- Oko tisuću Rusa, kao najamnici na strani Srba,priprema se uključiti u rat u BiH, otkriva urednica TV-dnevnika ruske televizije Tatjana Mitkova.[3]
- Republika Hrvatska uspostavila s Republikom Singapur diplomatske odnose.[3]

### 24. studenoga
- Hrvatska ne krši rezoluciju Vijeća sigurnosti UN o zabrani vojnih letova nad BiH, izjavili europski promatrači novinarima u Zagrebu.[3]
- Prema dosad prikupljenim podacima, u BiH silovano oko 14.000 osoba, od toga 2.000 djevojčica.[3]
- U novom izvješću UN o bivšoj Jugoslaviji, objavljenom u New Yorku, Tadeusz Mazowiecki navodi da je etničko čišćenje pojačano i da su u prvom redu za to odgovorne srpske vlasti.[3]
- Visoki komesar UN za izbjeglice Sadako Ogata izjavila u Den Haagu da je na području bivše Jugoslavije raseljeno već tri milijuna osoba i, da se taj broj stalno povećava.[3]

### 25. studenoga
- Večernji list objavio ekskluzivne foto-dokumente o pijanim unproforcima u zagrljaju s četnicima.[3]
- Predsjednik Tuđman primio izaslanstvo Europskog parlamenta i upozorio ga da je najvažnija zadaća europske i svjetske zajednice zaustaviti srpsku agresiju.[3]
- Borbe u BiH, ako se ne stave pod nadzor, mogle bi zahvatiti sve balkanske zemlje, rekao u Istanbulu na Balkanskoj konferenciji posvećenoj krizi u BiH ministar vanjskih poslova Turske Hikmet Cetin.[3]

### 26. studenoga
- Bilanca sedmomjesečnog boravka plavaca u istočnoj Slavoniji, uz prividan mir, cementiranje je postojećeg stanja i dovršenje etničkog čišćenja, koje su Srbi proveli usprkos prisutnosti plavih kaciga, rekli u Osijeku čelnici Osijeka, Vinkovaca, Belog Manastira i Vukovara uvrijeđenoj predstavnici UNPROFOR-a Francis Blondine Negga, koja je napustila sastanak.[3]
- Nasilje srpskih neregularnih formacija u istočnoj Slavoniji i Baranji je u porastu, one djeluju kao klasične bande koje teroriziraju stanovništvo, rekao novinarima u Zagrebu Cedric Thornberry, direktor za civilne poslove UNPROFOR-a.[3]
- Srpska narodna stranka zatražila od glavnog tajnika UN Boutrosa Ghalija i supredsjedatelja mirovne konferencije lorda Owena i Cyrusa Vancea da osiguraju uvjete za demokratske izbore u tzv. republici krajini po izbornom zakonu Republike Hrvatske.[3]
- Visoki komesarijat za izbjeglice upozorava Srbe da će im ukinuti pomoć, ako ne propuste konvoje Muslimanima u Goražde i Srebrenicu.[3]
- Banja Luka, metropola etničkog čišćenja, piše francuski Liberation.[3]

### 27. studenoga
- U Bjelovaru otvorena istraga protiv trideset četnika zbog ratnog zločina protiv ratnih zarobljenika u pakračkom selu Kusonjama 8. rujna prošle godine.[3]
- Načelnik Glavnog stožera Hrvatske vojske general zbora Janko Bobetko objašnjava na HTV da je do sastanka u Sarajevu s generalom Ratkom Mladićem došlo nakon upornog nastojanja zapovjednika UNPROFOR-a generala Philippea Morillona.[3]
- U Smilčiću, okupiranom selu nedaleko Zadra, gdje je ostalo samo nekoliko Hrvata staraca, civilna policija UN pronašla dvije umorene osobe.[3]
- Vi očekujete promjenu mandata, primjenu sile! A tko bi je primijenio? UNPROFOR, koji se sastoji od ljudi iz 22 države? - objašnjava u intervjuu za Večernji list neunčikovitost UNPROFOR-a njegov zapovjednik general Satish Nambiar.[3]
- Ni ruski plaćenici nisu mogli podnijeti srpsku okrutnost u BiH, piše moskovska Izvijestija o doživljajima šest ruskih najamnika koji su nekoliko mjeseci proveli, ratujući zajedno s bosanskim Srbima, u BiH.[3]

### 28. studenoga
- Prva generacija djelatnih hrvatskih časnika i dočasnika završila tromjesečno školovanje u Časničkom centru Glavnog stožera Hrvatske vojske u Zagrebu.[3]
- Dubrovački aerodrom Čilipi dobio dozvolu za uspostavu redovitog zračnog prometa.[3]

### 29. studenoga
- Amerikanci šalju 100.000 vojnika na Balkan, piše britanski list Sunday Times.[3]
- Na okupiranom području općine Drniš srpski agresor pokušao prodrijeti prema izvoru rijeke Čikole, ali zaustavljen akcijom UNPROFOR-a i Hrvatske vojske.[3]
- Predsjednik BiH Alija Izetbegović objasnio na Televiziji BiH da je na razgovore u sarajevsku zračnu luku, uz Bobetka i Mladića, bila pozvana i bosanska strana, ali je ona odbila doći.[3]
- Srpski general Momir Talić, piše pariški Le Monde, izjavio kako je francuski predsjednik Mitterrand svojim posjetom Sarajevu spasio Srbe od međunarodne vojne intervencije.[3]
- Srbin Borislav Herak, zatočenik u sarajevskom zatvoru, punih sedam sati opisivao vlastite zločine novinaru New York Timesa Johnu Burnsu, priznavši da je sam ubio 29 ljudi.[3]

### 30. studenoga
- Poljoprivredno dobro Ovčara nedaleko Vukovara, gdje se nalazi masovna grobnica ubijenih Hrvata iz vukovarske bolnice, trebala bi biti obrazac prema kojem bi se pristupalo obradi kriminalnih djela počinjenih u Hrvatskoj i BiH, izjavio dužnosnik Komisije za ratne zločine UN.[3]
- Mjesec dana nakon pada Jajca u gradu vladaju kaos i pakao, izjavio predsjednik HVO-a Jajca Nikola Bilić.[3]
- Boutros Ghali obratio se Vijeću sigurnosti novim izvještajem u kojem ističe kako odbijanje kninskih čelnika da prihvate demilitarizaciju UNPA i povratak izbjeglica potkopava temeljna načela mirovnog plana.[3]